# Diamesa mohelnicensis
Diamesa mohelnicensis är en tvåvingeart som först beskrevs av Hrabe 1956.  Diamesa mohelnicensis ingår i släktet Diamesa och familjen fjädermyggor. Inga underarter finns listade i Catalogue of Life.